# اچیوا
اچیوا (به لاتین: Achivwa) در کنیا است که در استان ساحلی واقع شده‌است.